# David Mbaihouloum
David Mbaihouloum (* 17. Februar 1989 in Fianga) ist ein tschadischer Fußballspieler auf der Position des Defensiven Mittelfelds. Er ist ehemaliger tschadischer Nationalspieler und aktuell für den Hauptstadtklub AS CotonTchad aktiv.

## Karriere

### Verein
Mbaihouloum begann seine Profikarriere 2005 in der Tschad Premier League im Kader des Vereins AS Kaleta. Hier gelangen ihn jedoch keine verifizierbaren Erfolge. Zu Beginn des Jahres 2007 wechselte er innerhalb der Liga zum Stadtrivalen AS CotonTchad. Hier nahm er mit den Verein am CAF Confederation Cup 2007 teil, wo das Team Al-Ahly Tripolis aus Libyen dank Auswärtstorregel mit 2:2 bezwungen wurde. In der nächsten Runde musste sich die Mannschaft um Mbaihouloum, Armand Djerabé und Esaïe Djikoloum den Gegner Al-Merreikh aus den Sudan mit 2:5, aus Hin- und Rückspiel, geschlagen geben. Zwei Jahre später belegte er mit den Verein den 4. Platz in der tschadischen Meisterschaft und gewann das Double aus Nationalen Pokal und den Coupe de Ligue de N’Djaména. 2010 nahm er mit dem Team erneut an der CAF Confederation Cup teil, scheiterte jedoch in der ersten Qualifikationsrunde am libyschen Al-Ahly Tripolis. In der Saison 2014/15 gewann er mit den Coupe de Ligue de Moundou seinen dritten tschadischen Vereinspokal. In der Saison 2016 nahm Mbaihouloum erstmals an der CAF Champions League teil, unterlag jedoch den ivorischen Gegner ASEC Mimosas knapp mit 1:0 nach Hin- und Rückspiel. Zwei Jahre später nahm er zum vierten Mal am CAF Confederation Cup teil, wo die Mannschaft nach einem 3:1-Gesamtsieg über Gomido FC in der nächsten Runde durch den späteren Wettbewerbssieger Zamalek SC deutlich mit 7:2 ausschied. Auch ein Jahr später scheiterte er mit seinen Team bereits in der ersten Qualifikationsrunde am algerischen Vertreter CR Belouizdad.

### Nationalmannschaft
Sein Debüt für die Tschadische Fußballnationalmannschaft gab Mbaihouloum am 22. Juni 2008, im Rahmen der Qualifikation zur Fußball-Weltmeisterschaft 2010 gegen die Republik Kongo. Er nahm an zwei Qualifikationsspielen zur Fußball-Weltmeisterschaft 2010  teil, konnte jedoch keine nennenswerten Erfolge erzielen. Er war zudem Teilnehmer des CEMAC Cup im Jahr 2010. Hier erreichte er an der Seite von Ahmed Medego, Hilaire Kédigui und Torjäger Ezechiel N’Douassel den vierten Platz. In der Partie gegen die Republik Kongo, am 28. September 2010, absolvierte Mbaihouloum sein letztes Spiel im Trikot der Nationalmannschaft.

### Erfolge
Verein
- Tschadischer Pokalsieger: 2009
- Coupe de Ligue de N’Djaména: 2009
- Coupe de Ligue de Moundou: 2014